# 大深内村
大深内村（おおふかないむら）は、かつて青森県上北郡にあった村。

## 沿革
- 1889年（明治22年）4月1日 - 町村制施行により上北郡大沢田村、深持村、洞内村、立崎村、八斗沢村、馬洗場村が合併し、大深内村が発足。
- 1936年（昭和11年） - 上北郡浦野舘村の一部を編入。
- 1955年（昭和30年）2月1日 - 上北郡三本木町、藤坂村と合併し、市制施行し三本木市となり消滅。

## 施設など
- 洞内小学校
- 羽立小学校
- 早坂小学校
- 深持小学校
- 晴山小学校
- 熊ノ沢小学校
- 大深内中学校
- 深持中学校
- 熊ノ沢中学校
- 大深内郵便局
- 深持郵便局